# Provincia Ha'il

Localizarea provinciei în Arabia Saudită

Ha'il (arabă: حائل Ḥāʾil) este una dintre provinciile Arabiei Saudite și are capitala la Ha'il.